# Лафет
Лафетът е опора или устройство, на което се закрепят стволът и затворът на оръдието. В някои случаи към него е включен механизмът за възвишение, снижение и завъртане на оръдието. С други думи лафетът е шасито на оръдието.
Лафетите биват:
- подвижни – при полевите оръдия (на колела или гъсенична верига);
- полустационарни – на подвижна основа (при корабни, танкови, железопътни, авиационни и други оръдия);
- стационарни – на неподвижна основа (брегови, крепостни и други оръдия).